# Pierre Chenal
Pierre Chenal, eigenlijke naam Philippe James Cohen, (Brussel, 5 december 1904 - La Garenne-Colombes, 30 december 1990) is een Franse filmregisseur van Belgische afkomst.
Hij groeide op in Frankrijk en haalde het diploma van ingenieur.

## Leven en werk

### Eerste stappen in de filmwereld
Chenal zette zijn eerste stappen in de filmwereld als auteur van korte films en documentarist. Hij maakte in 1927 Paris Cinéma, zijn eerste korte film, samen met zijn jeugdvriend, de latere filmhistoricus en -theoreticus Jean Mitry. In 1932 draaide hij zijn eerste langspeelfilm Le Martyre de l'obèse, de verfilming van een roman van Henri Béraud die er in 1922 de Prix Goncourt mee gewonnen had. Hij besloot op de ingegane weg verder te gaan.

### Jaren dertig: literatuurverfilmingen
Hij verfilmde heel wat literatuur. Hij bracht onder meer Marcel Aymé (La rue sans nom, 1933), Fjodor Dostojevski (Crime et Châtiment, 1935), Luigi Pirandello (L'Homme de nulle part, 1937), Marcel Achard (L'Alibi, 1937) en James M. Cain (Le Dernier Tournant, 1939) op het grote scherm. Deze laatste film was de eerste van de vier filmversies van Cain's beroemde roman The Postman Always Rings Twice (1934).

### Op de vlucht naar Argentinië
Parijs was al bezet door de Duitsers als Chenal, die van joodse afkomst was, samen met zijn jonge vrouw, de actrice Florence Marly, op de vlucht sloeg naar Argentinië en Chili. Hij verwezenlijkte er vier films. Na de oorlog keerde hij terug naar Frankrijk maar slaagde hij er niet in opnieuw zijn plaats in de Franse filmwereld in te nemen. In 1948 keerde hij terug naar Argentinië om er onder andere Native Son (1951) te maken, de verfilming van de baanbrekende antiracistische roman van de zwarte schrijver Richard Wright die ook de hoofdrol speelde.

### Belangrijkste naoorlogse films
Als belangrijkste naoorlogse films zijn verder nog vermeldenswaardig : de komedie Clochemerle (naar Gabriel Chevallier, 1948), de politiefilms Rafles sur la ville (naar Auguste Le Breton, 1958) en La Bête à l'affût (naar Day Keene, 1959) en ten slotte de droge komedie L'Assassin connaît la musique ... (naar Fred Kassak, 1963).

## Filmografie
- 1927: Paris Cinéma (korte film)
- 1928: Coup de dés (korte film)
- 1929: Une cité française du cinéma (korte documentaire)
- 1930: Architecture d'aujourd'hui (korte documentaire in samenwerking met Le Corbusier)
- 1930: Bâtir (korte documentaire in samenwerking met Le Corbusier)
- 1930: Trois chantiers (korte documentaire in samenwerking met Le Corbusier)
- 1931: Un illustre moderne (korte film)
- 1932: Pour un piano (korte film)
- 1932: Les Petits Métiers de Paris (korte documentaire)
- 1932: Le Martyre de l'obèse (naar de gelijknamige roman van Henri Béraud)
- 1933: La Rue sans nom (naar de gelijknamige roman de Marcel Aymé)
- 1935: Crime et Châtiment (naar de gelijknamige roman van Fjodor Dostojevski)
- 1936: Les Mutinés de l'Elseneur (naar de roman The Mutiny of the Elsinore van Jack London)
- 1937: L'Homme de nulle part (naar de roman Feu Mathias Pascal van Luigi Pirandello)
- 1937: L'Alibi (naar het gelijknamige toneelstuk van Marcel Achard)
- 1938: L'Affaire Lafarge
- 1938: La Maison du Maltais
- 1939: Le Dernier Tournant (naar de roman The Postman Always Rings Twice van James M. Cain)
- 1943: Todo un hombre
- 1944: Se abre el abismo
- 1944: El muerto falta a la cita
- 1946: Viaje sin regreso
- 1946: La Foire aux chimères
- 1948: Clochemerle (naar de gelijknamige roman van Gabriel Chevallier)
- 1951: Native Son (Spaanse titel Sangre Negra) (naar de gelijknamige roman van Richard Wright)
- 1952: El Ídolo
- 1954: Confesiones al amanecer
- 1956: Section des disparus (naar de roman Of Missing Persons van David Goodis)
- 1958: Rafles sur la ville (naar de gelijknamige roman van Auguste Le Breton)
- 1958: Les Jeux dangereux
- 1959: La Bête à l'affût (naar de roman Forests of the Night  van Day Keene)
- 1960: Les Nuits de Raspoutine
- 1963: L'assassin connaît la musique...
- 1970: Les Libertines (onder het pseudoniem Dave Young)
- 1985: Le hasard mène le jeu (korte film van 13 minuten)

- Biblioteca Nacional de España: XX1678598
- Bibliothèque nationale de France: cb12078084p (data)
- Gemeinsame Normdatei: 118853694
- International Standard Name Identifier: 0000 0000 7830 2616
- Library of Congress Control Number: n87149711
- Nationale Bibliotheek van Israël: 987008913693305171
- Nationale Bibliotheek van Polen: a0000003617296
- SNAC: w6j391fg
- Système universitaire de documentation: 02908069X
- Virtual International Authority File: 66491323
- WorldCat: E39PBJmpdP8b3jkJgQdVRPwcT3